# SwissID
Unter der Bezeichnung SwissID bietet die SwissSign AG, seit 2021 eine Tochtergesellschaft der Schweizerischen Post, eine elektronische Identität an. Weitere Anbieter, wie Elca Informatik mit ihrer trustID, bieten ähnliche Lösungen an.

## SwissID

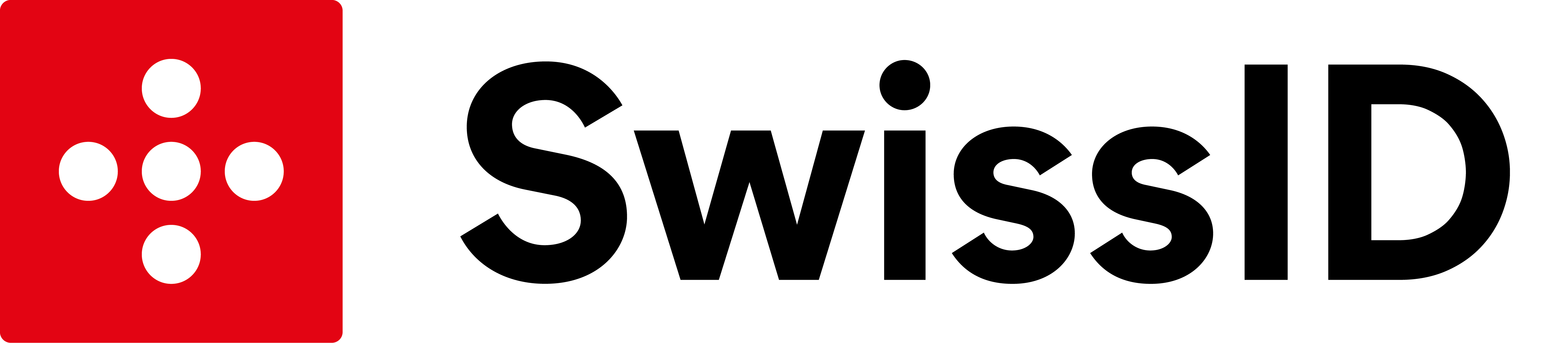
Logo von SwissID

Die SwissID wurde als Nachfolgeprodukt der SuisseID am 16. Mai 2017 lanciert.
Im Jahr 2017 übernahm die Post-Tochter SwissSign AG von ihrer Muttergesellschaft die Markenrechte der SuisseID. Mit weiteren staatsnahen Unternehmen – darunter SBB und Swisscom – sowie Finanzunternehmen und Versicherungen bildete sie die Trägergesellschaft SwissSign Group.
Am 1. Oktober 2021 übernahm die Schweizerische Post AG die SwissSign Group, die seit dem 2. Juni 2022 in die SwissSign AG, ebenfalls eine 100% Tochter der Schweizer Post, fusioniert ist.
Zur Schaffung und Umsetzung der SwissID als einheitliche digitale Identität gründeten 17 Unternehmen aus unterschiedlichen Geschäftsbereichen am 5. März 2018 die Trägergesellschaft SwissSign Group AG. Das bisherige Gemeinschaftsunternehmen SwissSign AG der Post und SBB wurde in die Gruppe integriert. Die SBB, die Post, Swisscom, Credit Suisse, Raiffeisen, die Finanzdienstleister SIX, UBS, Zürcher Kantonalbank, die Versicherer Axa, Baloise, Helvetia, Mobiliar, Swiss Life, Vaudoise und Zurich sowie die Krankenkassen CSS und Swica bildeten die breite, staatsnahe Trägerschaft des Gemeinschaftsunternehmens. Als 18. Mitglied war Entris Banking mit an Bord. Im August 2018 beteiligte sich die Genfer Kantonalbank mit 3 % am Unternehmen. Seit Herbst 2021 gehört die SwissSign Group ausschliesslich der Post. Per 2. Juni 2022 wurde die SwissSign Group AG in SwissSign AG hinein fusioniert.
Als erstes Unternehmen hat die Post die SwissID für ihre App eingeführt. Seit März 2018 kann die Anmeldung bei PrivaSphere Secure Messaging auch mit der SwissID vorgenommen werden.  Seit Dezember 2018 nutzt der Kanton Jura die Dienste, der Kanton Graubünden folgte im Februar 2019. Beim SwissPass-Login konnte man sich von August 2019 bis März 2022 alternativ mit der SwissID anmelden. Ende Januar 2022 teilten die SBB jedoch mit, dass das SwissID-Login auf swisspass.ch per Ende März 2022 aufgrund mangelndem Nutzerinteresse und hohen Kosten wieder beendet wird. Im April 2022 begann die Post mit der kompletten Umstellung auf die SwissID. Der Prozess der Umstellung sollte bis im Sommer 2023 abgeschlossen werden.
Sicherheitsniveaus (Stand 2022):
- Level 0, ein einfaches Login
- Level 1, Hinterlegung des Ausweises via App
- Level 2, Nutzung des Ausweises oder Reisepasses via App in einem automatischen Prozess[13] oder persönliche Vorstellung mit einem amtlichen Ausweis am Postschalter und vielen anderen Stellen[14].

Die SwissSign hatte mit ihrer SwissID 2023 über 3,4 Millionen Nutzer (d. h. bei SwissID registrierte Personen, rund 40 % der Einwohner). Dies ist auch darauf zurückzuführen, dass die Schweizerische Post die SwissID seit 2022 als einzige Loginmöglichkeit anbietet und diese damit Voraussetzung für die Nutzung der Online-Dienstleistungen der Post ist. Davon ausgenommen ist das Login der Postfinance. Dieser SwissID-Zwang ist verschiedentlich auf Kritik gestossen. Die SwissSign entwickelt die SwissID weiter, damit sie in Zukunft auch als E-ID genutzt werden könnte.

## SuisseID (2010–17)

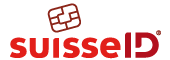
Logo von SuisseID

SuisseID wurde 2010 lanciert, vorangetrieben vom Staatssekretariat für Wirtschaft SECO, vertrieben von vier Anbietern, darunter Swisscom und die Post. Privatpersonen oder Unternehmen konnten sich online ausweisen und elektronische Dokumente rechtsgültig signieren. Der Bund investierte über 20 Millionen CHF, doch blieb die Anzahl an Registrierungen weit hinter den Erwartungen zurück. Die Ursachen am mangelnden Erfolg waren die komplizierte technische Umsetzung, hohe Einstiegshürden, der mangelnde Bedarf und Kosten auf der Benutzerseite von rund 50 CHF pro Jahr.
Die Betreiberin SwissSign (Teil der ehemaligen SwissSign Group) hat den Verkauf der SuisseID per 31. Dezember 2019 eingestellt. Die älteren SuisseID-Karten (4.3b) waren bis 22. Juni 2020 gültig, die neueren (4.4) bis 15. Dezember 2021.
Übergang zu SwissID
SuisseID bis 2020/21
- Qualifizierte elektronische Signatur
- Qualifizierte elektronische Signatur mit Organisationseintrag
- Login bei einem Online-Dienst

Übergang zu SwissID ab 2021
- Online-Signaturlösung von SwissSign (ohne Hardware)
- Login mit SwissID (sofern von jeweiligen Online-Dienst unterstützt)

### Einführung
Im Rahmen der dritten Stufe konjunktureller Stabilisierungsmassnahmen hat der Bundesrat die beschleunigte Einführung der SuisseID beschlossen. Die SuisseID wurde im Mai 2010 im Schweizer Markt lanciert.
Die SuisseID war bei vier verschiedenen Anbietern erhältlich. Die QuoVadis Trustlink Schweiz AG und die Schweizerische Post/SwissSign AG belieferten sowohl Unternehmen wie Privatpersonen. Die Swisscom (Schweiz) AG belieferte ausschliesslich Unternehmen und das Bundesamt für Informatik und Telekommunikation (BIT) lieferte die SuisseID für Verwaltungsbedürfnisse. Die SuisseID von QuoVadis kostete mit einer Laufzeit von drei Jahren 195 CHF. Bei der Post variierten die Preise je nach Laufzeit und zusätzlichem Funktionsumfang zwischen 104 und 363 CHF. Der Bund subventionierte im Jahr 2010 für 17 Millionen CHF den Erwerb einer SuisseID mit einem Betrag von 65 Schweizer Franken. Unternehmen, die 2010 ein Pionierprojekt durchführten und die SuisseID für ihre Web-Applikation einsetzen wollten, wurden vom Bund ebenfalls finanziell unterstützt. Hierfür bewarben sich 150 Projekte.
Unter den Pionierprojekten befand sich die Unterstützung der SuisseID durch OpenID, Contrexx und ABACUS Business Software.
Bis zum Jahresende 2010 wurden über 271.000 SuisseIDs vergeben und 110 Anbieter unterstützt.

### Funktionen
Das SuisseID-System enthielt zwei Elemente:
- Elektronischer Identitätsnachweis – mit der SuisseID konnten elektronische Dienstleistungen in Anspruch genommen werden, die eine sichere Identifizierung der Nutzer beziehungsweise Kunden voraussetzen.
- Qualifizierte elektronische Signatur – mit der SuisseID liessen sich Dokumente elektronisch unterschreiben. Die sogenannte elektronische Signatur war fälschungssicher und gesetzlich der eigenhändigen Unterschrift gleichgestellt.

Ein Elektronischer Funktionsnachweis, auch Funktionsregister oder Identity Provider (IdP) genannt, sollte als weiteres Element dazukommen.

### Anwendungsbereiche
SuisseID-Zertifikate sollten für verschiedene Zwecke in der digitalen Welt eingesetzt werden. Die Hauptanwendungsbereiche waren, dass man elektronische Dokumente rechtsgültig signieren konnte, eine authentifizierte E-Mail-Kommunikation stattfinden und Dokumente (Digitale Massensignatur, Notarisation und digitaler Zeitstempel für die gesetzeskonforme Ablage und Archivierung von elektronischen Informationen und Dokumenten gemäss Geschäftsbücherverordnung, GeBüV) archiviert werden konnten. Weiter wurden die Funktionen E-Commerce und Rechnungsstellung und zudem ein sicherer Anmeldungsprozesse mit Authentifizierung und Autorisierung von Benutzern für den Zugriff auf Firmennetzwerke, Intranet- und Internet-Anwendungen und eine sichere Festplattenverschlüsselung angeboten.

## Gesetzliche Grundlagen
Die elektronische Signatur ist in der Schweiz (wie auch in einigen anderen Ländern) vom Gesetzgeber der handschriftlichen Unterschrift gleichgestellt worden (Art. 14 Abs. 2 bis OR).
Die Geschäftsbücherverordnung, das Bundesgesetz über die elektronische Signatur, ZertES, die Verordnung über die elektronische Signatur, VZertES, das Mehrwertsteuergesetz, MWSTG, sowie die Mehrwertsteuerverordnung, MWSTV, waren die gesetzlichen Grundlagen.

### E-ID-Gesetz
Gegen das im September 2019 verabschiedete Bundesgesetz (E-ID-Gesetz), welches auf einem Konzept der Fedpol (Bundesamt für Polizei) basiert, wurde ein fakultatives Referendum ergriffen. Die Vorlage wurde am 7. März 2021 mit einem Nein-Anteil von 64,36 % bei einer Stimmbeteiligung von 51,27 % verworfen.

### SwissID
- SwissID, swissid.ch
- SwissSign AG, swisssign.com

### SuisseID
- Sicherheitsprobleme: CCC-Check, ccc.de

### Artikel
- SwissID und E-ID: Dazu braucht es eine digitale Identität – Ein Login für alle Schweizer Online-Dienste, davon träumen Bund und Wirtschaft schon lange. Der Bund hat eine rechtliche Grundlage für die E-ID geschaffen. Diese erntet aber viel Kritik, Jasmine Helbling, Beobachter, 18. April 2019 / 19. Oktober 2019
- Digitalisierung: Die «Swiss ID» für alle kommt – Seit Jahren arbeitet der Bund daran, eine elektronische Schweizer ID zu etablieren – erfolglos. Nun wagt die Post einen zweiten Anlauf. Was Sie über die «Swiss ID» wissen sollten, Reto Stauffacher, Beobachter, 22. November 2017